# عذم ريشي
العذم الريشي  (باللاتينية: Stipa pennata) نوع نباتي يتبع جنس العذم من الفصيلة النجيلية. يزرع لنوراته التي تنمو بشكل يشبه الريشة، مما يعطيها مظهراً جميلاً.

## الموئل والانتشار
ينتشر في معظم مناطق شرق ووسط أوروبا باستثناء أقصى غربها.

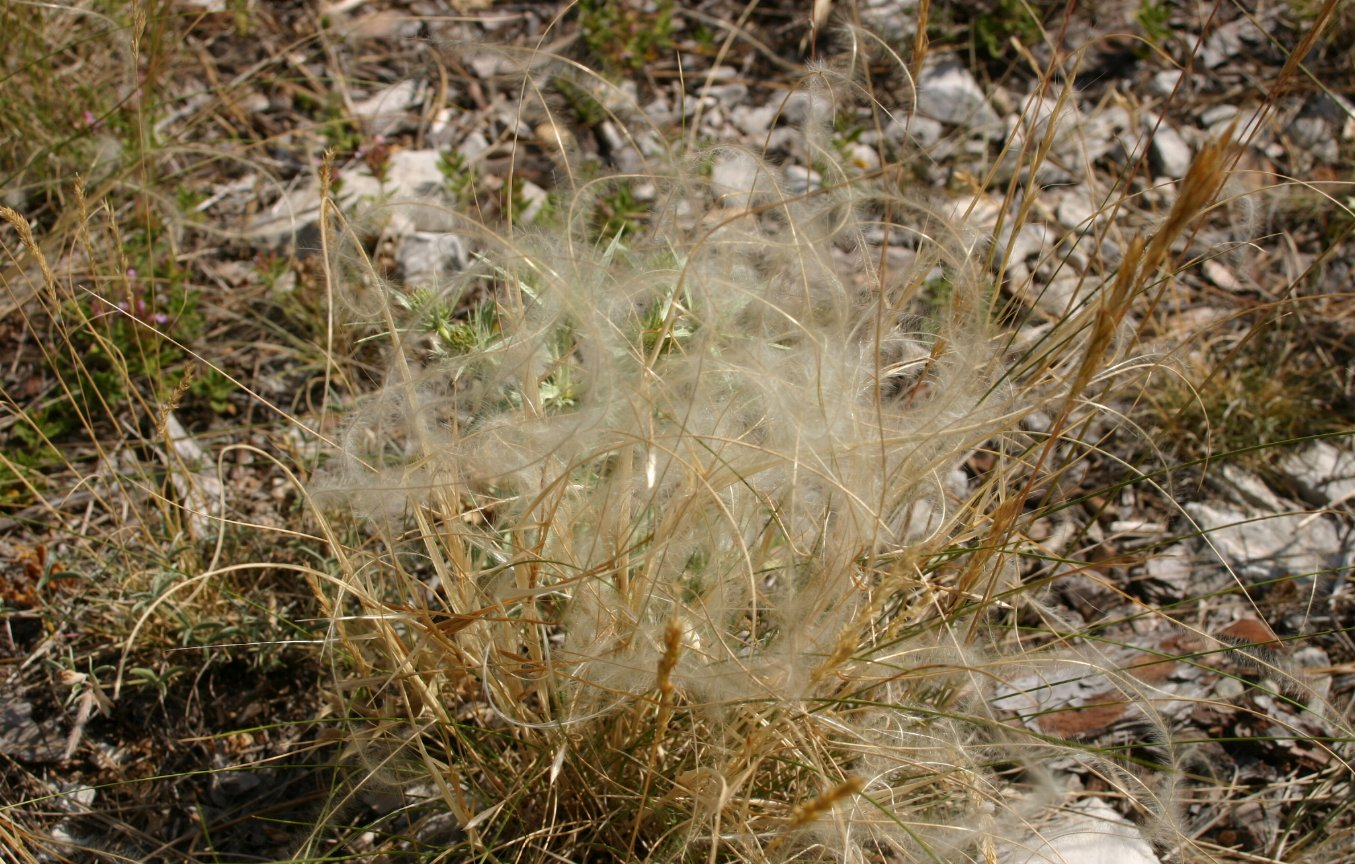
نباتات العذم الريشي